# Svartabborrtjärnen (Överkalix socken, Norrbotten)
Svartabborrtjärnen är en sjö i Överkalix kommun i Norrbotten och ingår i Kalixälvens huvudavrinningsområde.